# Milan Smolka
Milan Smolka (* 8. června 1927) byl český a československý politik KSČ, v době pražského jara a počátku normalizace ministr - předseda Výboru pro pošty a telekomunikace Československé socialistické republiky.

## Biografie
V roce 1950 dostudoval Vyšší průmyslovou školu a roku 1954 absolvoval ČVUT v Praze (elektrotechnická fakulta). Od roku 1954 byl zaměstnancem Výzkumného ústavu spojů v Praze, přičemž v letech 1963-1968 zde zastával post jeho ředitele. Členem KSČ se stal roku 1959.
V lednu 1969 získal vládní post v československé druhé vládě Oldřicha Černíka jako ministr - předseda Výboru pro pošty a telekomunikace (později během 70. let se z tohoto výboru vyvinulo ministerstvo spojů ČSSR). Portfolio si udržel do září 1969.